# Станція технічного обслуговування

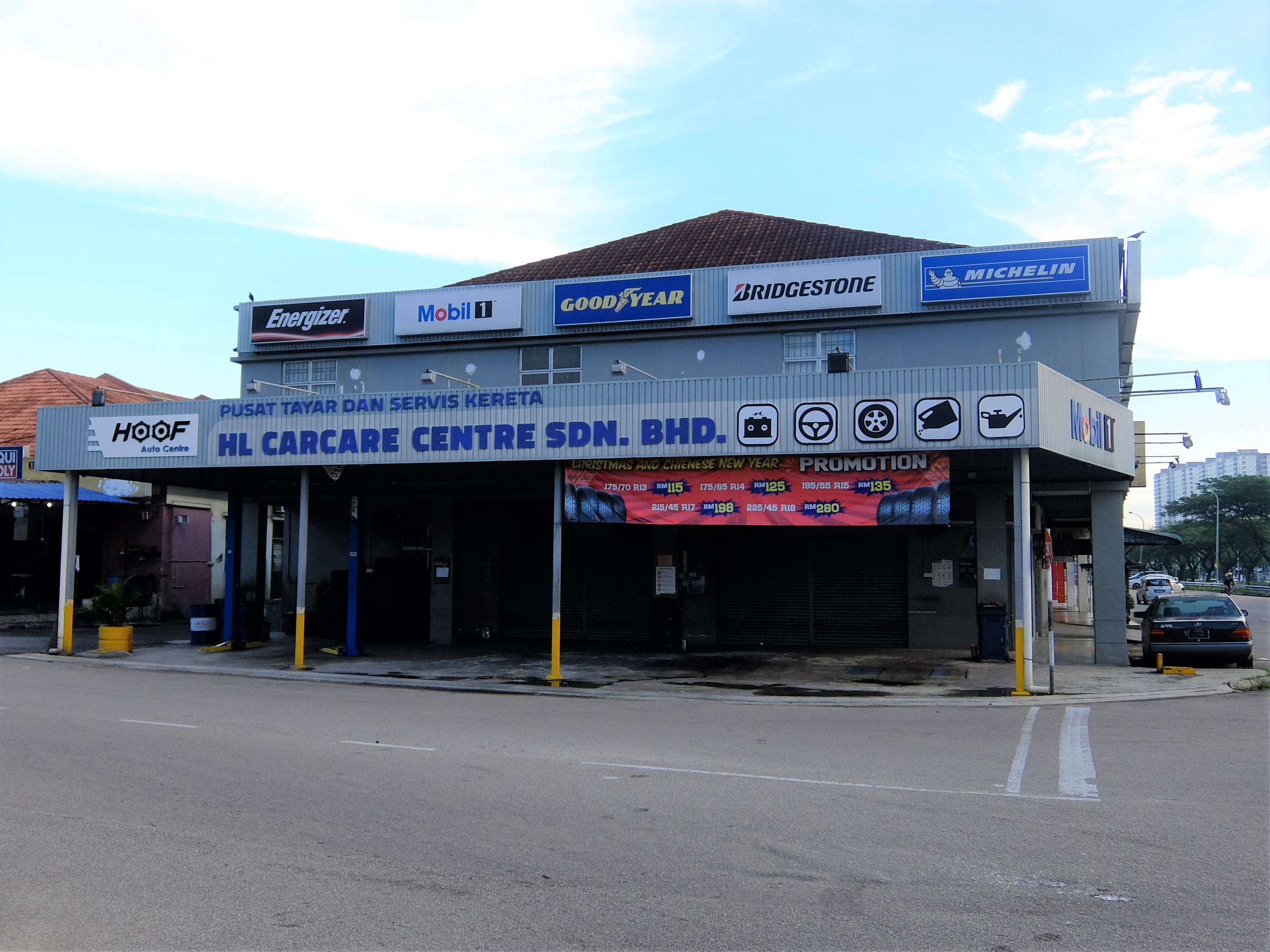
Станція технічного обслуговування

Станція технічного обслуговування (акр. СТО або «автосервіс») — підприємство, що надає послуги з технічного обслуговування і ремонту автомобільного транспорту, а також встановленню додаткового обладнання.
Існують як спеціалізовані СТО, які надають обмежений набір послуг, так і загальні. Перші як правило є невеликими станціями тільки із спеціалізованим обладнанням, тоді як другі потребують не тільки більше площі, а і ширшого переліку персоналу.
Також серед СТО можна виділити авторизовані сервісні центри офіційних дилерів. Ремонт і обслуговування авто тільки у цих центрах зберігає гарантію дилера на автомобіль.
В лексиконі існує таке поняття як «гаражні СТО». Під цим терміном мається на увазі автомайстри, які працюють самі і, не маючи змоги орендувати відповідне приміщення, надають послуги з ремонту та обслуговуванню у своїх власних чи орендованих гаражах у гаражно-будівельних кооперативах.
Сучасні СТО, можуть надавати послуги якісно і швидко тільки у випадку, якщо у них є свій склад запчастин і комплектуючих. Як правило, на сучасних СТО є окрема кімната для відпочинку клієнтів, обладнана телевізорами, а також іноді і дисплеями, де видно процес ремонту автомобіля, орієнтовний час закінчення робіт, сповіщення про закінчення роботи та інше.

## Види
За спеціалізацією можна поділити СТО на:
- загальні СТО
- студії автотюнінгу
- СТО із кузовного ремонту і відновлення
- СТО із ремонту АКПП
- СТО із ремонту автоелектрики
- студії автодетейлінгу
- СТО із ремонту вантажних, комерційних авто і автобусів

Внаслідок великої кількості автомобілів, послуги СТО є доволі затребувані, але і конкуренція між ними присутня. За даними одного із інтернет-довідників у Києві, наприклад, ведуть діяльність більше 1,5 тис. автосервісів різних типів.
Для всіх типів СТО характерна наявність таких виробничих і клієнтських зон:
- стоянка для машин
- приміщення-магазин для реалізації аксесуарів для автомобілів і запчастин
- приміщення для виконання ремонтних робіт і рихтування, фарбування і т. д.

## Головні принципи роботи СТО
При надходженні машини проводиться попередня діагностика. Якщо власник вирішує залишити ТС на обслуговування, він повинен підписати відповідний договір з представником станції. Далі вноситься оплата за послуги СТО (за попередньою згодою можна внести частину суми, це залежить від правил конкретної СТО). Якщо виконувані роботи займають більше одного дня, клієнту видають спеціальні квитанції (талони, жетони і т. д.), в деяких випадках за виконанням ТО власник може спостерігати через «галерею» або оглядове вікно в стіні приміщення. Після завершення роботи клієнт забирає машину особисто, обов'язково пред'являючи документи, що підтверджують право власності на авто.

## Обладнання

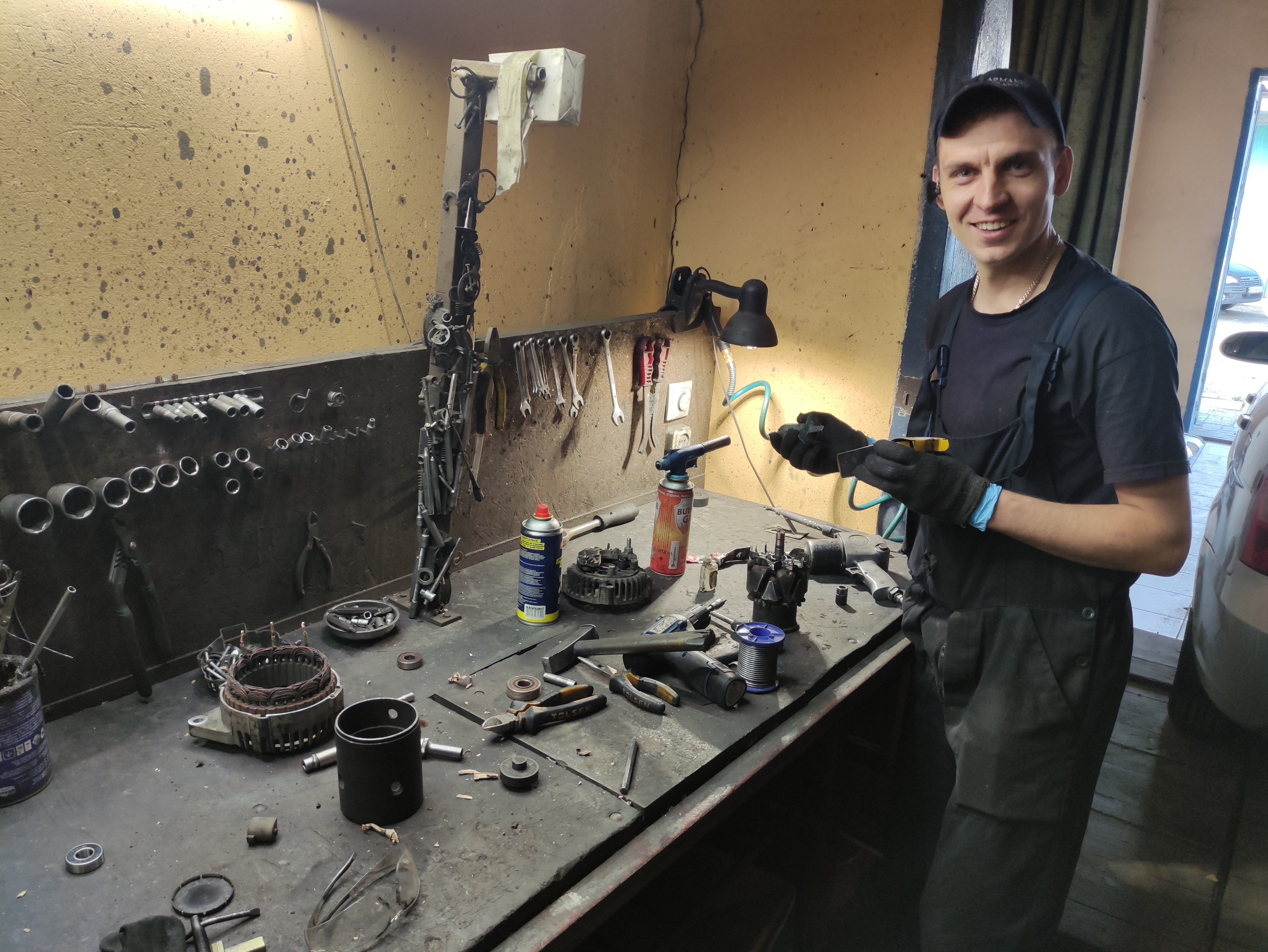
Майстер автомобільної СТО за ремонтом автогенератора

На СТО зазвичай встановлене таке обладнання:
- Автомобільні підіймальники
- Гідравлічні домкрати, крани
- Шиномонтажні верстати і стенди балансування
- Стенди розвал-сходження
- Компресори
- Ремонтне обладнання
- Мастильне обладнання заміни масла
- Обладнання для обслуговування авто кондиціонерів
- Зарядні пристрої для акумуляторів
- Діагностичне обладнання
- Обладнання для техогляду
- Витяжки вихлопних газів